# Pere Poblet i Andreu
Pere Poblet i Andreu (Barberà de la Conca, Conca de Barberà, 1850 - Barcelona, Barcelonès, 1929) va ésser un metge que es va llicenciar l'any 1883 a la Universitat de Barcelona i exercí al seu poble natal. Entre les seues activitats culturals, cal destacar una gran afecció a la música i la seua col·laboració amb Mossèn Alcover. Dins el catalanisme, i sota el guiatge de la Unió Catalanista, fou nomenat delegat en l'Assemblea de Manresa (1892). Més endavant es va adherir a la Solidaritat Catalana (1906).